# Sergio Sabatini
Sergio Sabatini (Oneglia, 1925 – Garessio, 26 febbraio 1944) è stato un partigiano italiano.

## Biografia
Figlio dell'inventore Washington, benché giovanissimo, si impegnò politicamente. Tanto che venne arrestato mentre usciva dal liceo scientifico di Casale Monferrato, di cui era studente. Riuscito a fuggire, si aggregò alle formazioni partigiane operanti nell'entroterra ligure e nel Cuneese; si distinse per l'ardore spesso usato nel portare aiuto nel soccorrere i partigiani feriti.
Durante un conflitto a fuoco il 26 febbraio del 1944 in quel di Garessio dove venne attaccata una postazione tedesca, e i partigiani rimasti con poche munizioni requisirono il materiale nella caserma dei Carabinieri locale; il gruppo era comandato da Mauri, Enrico Martini e da Eraldo Hanau, Martinengo, ne facevano parte altri importanti combattenti, quali Cimitero. Sabatini, si offrì volontario per portare ordini e munizioni al gruppo di Martinengo e Bogliolo che erano ancora in battaglia; durante il percorso nei sentieri di montagna venne colpito dalle schegge di un proiettile sparate da un cannoncino tedesco e rimase ferito, ma non volle nessun aiuto per non mettere in pericolo la vita dei suoi compagni, che sarebbero tornati ad aiutarlo dopo la fine dello scontro e con il favore delle tenebre. Purtroppo un militare nazista lo vide con il binocolo che era nascosto nel bosco in località Alberetta, i fascisti della Compagnia Muti vennero mandati per catturarlo. Venne arrestato e torturato per diverso tempo cercando di estorcergli informazioni e poi venne portato davanti al patibolo dietro l'Albergo Garessio. Di fronte al plotone d'esecuzione gridò: "Mio padre mi ha insegnato a vivere, io vi insegno a morire". Dopo la sua morte, il nome di Sergio Sabatini venne assunto da una Brigata partigiana alpina. Il funerale vide una imponente partecipazione popolare, visto che tutta la comunità era affrante dalla perdita di diciannovenne così promettente e di altissimi valori. Il funerale fu permesso perché i nazifascisti abbandonarono la stazione di Garessio dopo lo scontro partigiano, che vide la perdita di 7 tra partigiani e civili e ben 75 tra i tedeschi.